# Alfonso Maria di Borbone-Due Sicilie
Alfonso Maria di Borbone-Due Sicilie (Madrid, 30 novembre 1901 – Madrid, 3 febbraio 1964) fu un principe della dinastia Borbone Due Sicilie, capo della Real Casa delle Due Sicilie dal 1960 al 1964, figlio del principe Carlo Tancredi di Borbone-Due Sicilie e di Maria de las Mercedes di Borbone-Spagna.

## Biografia

### Infanzia
La madre di Alfonso fu principessa delle Asturie fino alla nascita nel 1886 di suo fratello Alfonso XIII di Spagna, il quale divenne sovrano alla nascita. Al momento del matrimonio con Carlo Tancredi, nel 1900, era infanta di Spagna ed erede presuntiva al trono fino al momento della sua morte, nel 1904, quando Alfonso Maria divenne lui stesso infante di Spagna fino alla nascita del primo figlio maschio di re Alfonso XIII e della regina Vittoria Eugenia di Battenberg, suo cugino l'infante Alfonso di Borbone-Spagna.

### Matrimonio
Il 16 aprile 1936 sposò   la principessa Alice di Borbone-Parma (1917 - 2017), figlia del duca titolare, il principe Elia di Borbone-Parma.

### Disputa dinastica
Nel 1960, alla morte dello zio, il principe Ferdinando Pio di Borbone-Due Sicilie, che non aveva eredi maschi sopravvissuti, gli successe come capo della Real Casa, ma quasi contemporaneamente suo zio Ranieri aprì ufficialmente la disputa (tuttora in corso) sui diritti dinastici ed araldici della Real Casa di Borbone delle Due Sicilie.
Il contenzioso su chi dovesse esserne il successore vide da una parte il principe Alfonso Maria, capostipite del ramo primogenito della casata nonché di "primogenitura farnesiana", detto ramo "alfonsino", figlio del maschio più anziano, il principe (Carlo Tancredi), con prole maschile viva ed utile alla successione. Dall'altra il principe Ranieri, appartenente al ramo quintogenito della casata, detto "ranierista", che si proclamò duca di Castro.
Il ramo primogenito o  "alfonsino", detto poi ramo "ispano-napoletano" o "calabrese", fonda le sue ragioni sul diritto di agnazione e primogenituta maschile sancito dalla Prammatica Sanzione del 1759 di Carlo III e su questo diritto ha seguito la successione naturale, che gli conferisce il titolo di capo della Real Casa Due Sicilie e il Gran Magistero Costantinano.

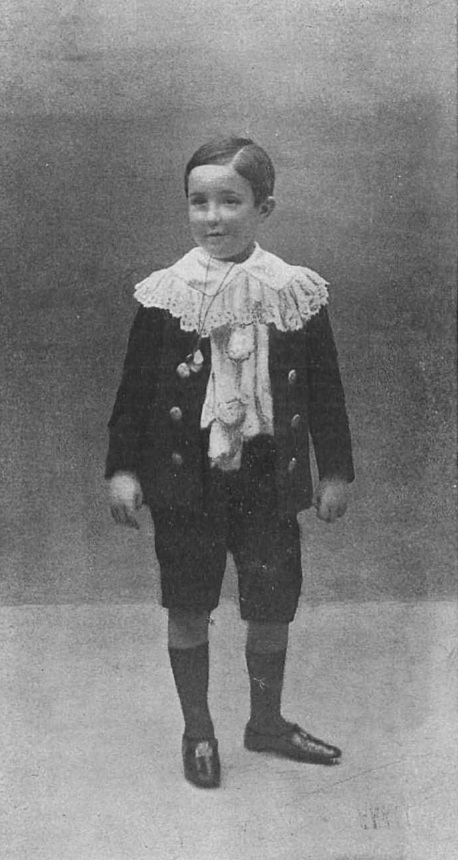
Alfonso di Borbone-Due Sicilie nel 1907

Dal punto di vista del ramo "ranierista", detto poi ramo "franco-napoletano" o "castrista", i pretendenti "alfonsini" erano esclusi dalla successione in virtù degli Atti Sovrani n. 2362 del 7 aprile 1829 del re Francesco I e n. 3331 del 12 marzo 1836 del re Ferdinando II e che, in contrasto con le leggi dinastiche summenzionate, regolate anche dalla Prammatica Sanzione di re Carlo III ancora vigente, richiedevano di far valere l'atto di Cannes che Carlo Tancredi di Borbone-Due Sicilie firmò o avrebbe firmato, che in realtà  risultava o era ritenuto nullo. L'atto di Cannes manteneva immutati i ruoli ed il patrimonio araldico che ne derivava, per le seguenti ragioni: infrangeva i "patti successori" del Codice Civile Italiano del 1865 (la nuova entità statale in cui era inquadrato l'ex Regno delle Due Sicilie), del Code Civil francese del 1806 (essendo il presunto atto stipulato in territorio francese), del Codice Civile del Regno delle Due Sicilie o "Codice per lo Regno delle Due Sicilie" (titolatura reale disputata); infrangeva le regole di successione di primogenitura farnesiana (ex genere Farnesio) al Gran Magistero Costantiniano; superava la stretta personalità del diritto di rinuncia, facendola divenire ereditaria ed alienando i diritti degli eredi; infrangeva il diritto canonico riguardo al Gran Magistero costantiniano, poiché essendo ufficio ecclesiastico di elezione pontificia regolato da statuti approvati dalla Santa Sede, qualsiasi rinuncia necessitava di approvazione del Pontefice.
Ventitré anni dopo fu istituita una commissione di Stato in Spagna dall'erede e successore di re Carlo III di Borbone, autore della Prammatica Sanzione, ossia il re Juan Carlos. Tale commissione approvò i diritti del ramo "alfonsino" mediante decreti e bollettini ufficiali, ma il ramo "ranierista" continua a ritenere aperta la disputa.

## Discendenza
Alfonso Maria ed Alice di Borbone-Parma ebbero tre figli:
- Principessa Teresa María di Borbone-Due Sicilie (1936 - ) nata il 6 febbraio 1937 a Losanna, che sposa nel 1961 Íñigo Moreno, 12° marchese di Laula, poi 1° marchese di Laserna[3], da cui ha avuto 7 figli (3 maschi e 4 femmine) ;
- Principe Carlo Maria (1938-2015), duca di Calabria ed infante di Spagna, nato il 16 gennaio 1938 a Losanna, morto il 5 ottobre 2015, che succede al padre come pretendente al trono ;
- Principessa Inés Maria di Borbone-Due Sicilie (1940 - ) nata il 10 febbraio 1940 a Ouchy-Losanna, che sposa nel 1965 Luis de Morales, separati legalmente con sentenza del tribunale n°23 di Madrid nel 1978, da cui ha avuto 5 figli (1 maschio e 4 femmine).

## Ascendenza
|                                         |                                      |                                       | Genitori                                   |  |  | Nonni |  |  | Bisnonni                        |  |  | Trisnonni                     |  |
|                                         |                                      |                                       |                                            |  |  |       |  |  | Ferdinando II delle Due Sicilie |  |  | Francesco I delle Due Sicilie |  |
|                                         |                                      |                                       |                                            |  |  |       |  |  | Ferdinando II delle Due Sicilie |  |  | Francesco I delle Due Sicilie |  |
|                                         |                                      | Maria Teresa d'Asburgo-Teschen        |                                            |  |  |       |  |  | Ferdinando II delle Due Sicilie |  |  |                               |  |
| Alfonso di Borbone-Due Sicilie          |                                      |                                       |                                            |  |  |       |  |  | Ferdinando II delle Due Sicilie |  |  |                               |  |
|                                         |                                      | Maria Teresa d'Asburgo-Teschen        | Carlo d'Asburgo-Teschen                    |  |  |       |  |  |                                 |  |  |                               |  |
|                                         |                                      | Maria Teresa d'Asburgo-Teschen        | Carlo d'Asburgo-Teschen                    |  |  |       |  |  |                                 |  |  |                               |  |
|                                         |                                      | Maria Teresa d'Asburgo-Teschen        | Enrichetta di Nassau-Weilburg              |  |  |       |  |  |                                 |  |  |                               |  |
| Carlo Tancredi di Borbone-Due Sicilie   |                                      | Maria Teresa d'Asburgo-Teschen        |                                            |  |  |       |  |  |                                 |  |  |                               |  |
|                                         |                                      | Francesco di Borbone-Due Sicilie      | Francesco I delle Due Sicilie              |  |  |       |  |  |                                 |  |  |                               |  |
|                                         |                                      | Francesco di Borbone-Due Sicilie      | Francesco I delle Due Sicilie              |  |  |       |  |  |                                 |  |  |                               |  |
|                                         |                                      | Francesco di Borbone-Due Sicilie      | Maria Teresa d'Asburgo-Teschen             |  |  |       |  |  |                                 |  |  |                               |  |
| Maria Antonietta di Borbone-Due Sicilie |                                      | Francesco di Borbone-Due Sicilie      |                                            |  |  |       |  |  |                                 |  |  |                               |  |
|                                         |                                      | Maria Isabella d'Asburgo-Lorena       | Leopoldo II di Toscana                     |  |  |       |  |  |                                 |  |  |                               |  |
|                                         |                                      | Maria Isabella d'Asburgo-Lorena       | Leopoldo II di Toscana                     |  |  |       |  |  |                                 |  |  |                               |  |
|                                         |                                      | Maria Isabella d'Asburgo-Lorena       | Maria Antonia di Borbone-Due Sicilie       |  |  |       |  |  |                                 |  |  |                               |  |
| Alfonso di Borbone-Due Sicilie          |                                      | Maria Isabella d'Asburgo-Lorena       |                                            |  |  |       |  |  |                                 |  |  |                               |  |
|                                         | Francesco d'Assisi di Borbone-Spagna | Francesco di Paola di Borbone-Spagna  |                                            |  |  |       |  |  |                                 |  |  |                               |  |
|                                         | Francesco d'Assisi di Borbone-Spagna | Francesco di Paola di Borbone-Spagna  |                                            |  |  |       |  |  |                                 |  |  |                               |  |
|                                         | Francesco d'Assisi di Borbone-Spagna | Luisa Carlotta di Borbone-Due Sicilie |                                            |  |  |       |  |  |                                 |  |  |                               |  |
| Alfonso XII di Spagna                   | Francesco d'Assisi di Borbone-Spagna |                                       |                                            |  |  |       |  |  |                                 |  |  |                               |  |
|                                         |                                      | Isabella II di Spagna                 | Ferdinando VII di Spagna                   |  |  |       |  |  |                                 |  |  |                               |  |
|                                         |                                      | Isabella II di Spagna                 | Ferdinando VII di Spagna                   |  |  |       |  |  |                                 |  |  |                               |  |
|                                         |                                      | Isabella II di Spagna                 | Maria Cristina di Borbone-Due Sicilie      |  |  |       |  |  |                                 |  |  |                               |  |
| Maria de las Mercedes di Borbone-Spagna |                                      | Isabella II di Spagna                 |                                            |  |  |       |  |  |                                 |  |  |                               |  |
|                                         |                                      | Carlo Ferdinando d'Asburgo-Teschen    | Carlo d'Asburgo-Teschen                    |  |  |       |  |  |                                 |  |  |                               |  |
|                                         |                                      | Carlo Ferdinando d'Asburgo-Teschen    | Carlo d'Asburgo-Teschen                    |  |  |       |  |  |                                 |  |  |                               |  |
|                                         |                                      | Carlo Ferdinando d'Asburgo-Teschen    | Enrichetta di Nassau-Weilburg              |  |  |       |  |  |                                 |  |  |                               |  |
| Maria Cristina d'Asburgo-Teschen        |                                      | Carlo Ferdinando d'Asburgo-Teschen    |                                            |  |  |       |  |  |                                 |  |  |                               |  |
|                                         |                                      | Elisabetta Francesca d'Asburgo-Lorena | Giuseppe Antonio Giovanni d'Asburgo-Lorena |  |  |       |  |  |                                 |  |  |                               |  |
|                                         |                                      | Elisabetta Francesca d'Asburgo-Lorena | Giuseppe Antonio Giovanni d'Asburgo-Lorena |  |  |       |  |  |                                 |  |  |                               |  |
|                                         |                                      | Elisabetta Francesca d'Asburgo-Lorena | Maria Dorotea di Württemberg               |  |  |       |  |  |                                 |  |  |                               |  |
|                                         |                                      | Elisabetta Francesca d'Asburgo-Lorena |                                            |  |  |       |  |  |                                 |  |  |                               |  |